# Dikumarol
Dikumarol (łac. dicoumarolum), daw. melitoksyna – naturalnie występujący i syntetyczny heterocykliczny, organiczny związek chemiczny, pochodna kumaryny, antywitamina witamin K, antyprotrombina. Na początku lat 20. XX kanadyjski lekarz weterynarii prof. Frank  Schofield odkrył, że związek ten powstaje w zgniłej koniczynie. W przeszłości był wykorzystywany jako lek przeciwkrzepliwy, ale w krótkim czasie został wyparty z tego zastosowania przez nowsze syntetyczne pochodne np. warfarynę.